# René Collin
René Collin (Fisenne, 29 april 1958) is een Belgisch politicus voor het cdH, sinds maart 2022 Les Engagés genoemd.

## Levensloop
Collin werkte na het behalen van zijn licentie in de rechten aan de UCL als politiek secretaris voor minister Charles-Ferdinand Nothomb en daarna als adviseur op het kabinet van toenmalig staatssecretaris voor Landbouw en Europese Zaken Paul De Keersmaeker. Tevens werd hij actief als advocaat aan de balie van Marche-en-Famenne. In 1995 werd hij kabinetschef van Guy Lutgen, in die tijd Waals minister van Landbouw, een functie die hij bekleedde tot in 1999.
Op 24-jarige leeftijd werd hij in oktober 1982 voor de toenmalige PSC verkozen tot gemeenteraadslid van Érezée. Hij was er van 1983 tot 1988 OCMW-voorzitter. Daarna was Collin er van 1989 tot 1994 eerste schepen en van 1995 tot 2006 burgemeester. Vanaf 1985 zetelde hij eveneens in de provincieraad van Luxemburg. Hij was er fractievoorzitter voor zijn partij en van 2006 tot 2014 gedeputeerde voor Financiën, Economie, Landbouw en Toerisme. Eind 2015 verhuisde Collin van Erezée naar Marche-en-Famenne, waar hij sinds 2018 gemeenteraadslid is. Van 2018 tot 2019 was hij verhinderd schepen van de stad.
Vanaf juli 2014 was Collin minister van Landbouw, Natuur, Landelijkheid, Toerisme en Sportinfrastructuren in de Waalse Regering en minister van Sport in de Franse Gemeenschapsregering. Die laatste bevoegdheid speelde hij in april 2016 kwijt na het ontslag van Joëlle Milquet en de daaropvolgende bevoegdheidsverschuivingen in de regering-Demotte. In de plaats hiervan kreeg Collin in de Waalse Regering de bevoegdheid Luchthavens, terwijl hij de bevoegdheid Sportinfrastructuren afstond aan Eliane Tillieux. Toen er in juli 2017 een coalitiewissel kwam in de Waalse Regering, kreeg hij eveneens de bevoegdheid Erfgoed. Collin bleef Waals minister tot in september 2019.
Bij de verkiezingen van mei 2019 werd Collin verkozen tot Waals Parlementslid en tot lid van het Parlement van de Franse Gemeenschap. Hij besloot hierdoor ontslag te nemen als schepen van Marche-en-Famenne. In het Waals Parlement was hij van september 2019 tot juni 2024 voorzitter van de commissie Begroting en Sportinfrastructuren. Bij de verkiezingen van 9 juni 2024 stelde Collin zich geen kandidaat meer voor een hernieuwing van zijn mandaat.